# Rhinanthus sintenisii
Rhinanthus sintenisii är en snyltrotsväxtart som först beskrevs av Jakob von Sterneck, och fick sitt nu gällande namn av Soó. Rhinanthus sintenisii ingår i släktet skallror, och familjen snyltrotsväxter. Inga underarter finns listade i Catalogue of Life.